# Vaali (Koigi)
Vaali – wieś w Estonii, w prowincji Järva, w gminie Koigi.